# برزرين
بِرِزْرِين (بالصربية: призрен وبالألبانية: Prizreni) مدينة تاريخية تقع في إقليم قوصوة جنوب صربيا والذي يدار اليوم من قبل الأمم المتحدة بما يسمى إدارة الأمم المتحدة لإقليم قوصوة، لكن في الواقع الإقليم يدار بما يشبه الحكم الذاتي. يبلغ عدد سكان المدينة حوالي 165 ألف، معظمهم من المسلمين (حوالي 90%) وهم خليط من أصول صربية وتركية وألبانية. برزرين هي العاصمة الإدارية لبلدية برزرين، التي يقدر عدد سكانها بنحو 221 ألف نسمة مع سكان المدينة و 76 من القرى التي هي جزء من البلدية. تقع المدينة على سفوح جبال السار في الجزء الجنوبي من قوصوة بالقرب من الحدود مع ألبانيا وجزء من جمهورية مقدونيا.

## التاريخ
مدينة برزرين قد وجدت منذ العصر البيزنطي. اسمها يأتي من الصربية القديمة призрѣнь من при - зрѣти ومعناها القلعة التي يمكن رؤيتها من بعد، مقارنة مع التشيكية بريزرينيسي. في 1019، بعد سقوط الإمبراطورية البلغارية الأولى في عهد الأمبراطور سأمويل عمل البزينطيون على زيادة البلغارية المرقسية في برزرين.
أصبحت برزرين جزءا من الإمبراطورية العثمانية في القرن السادس عشر وكانت من ضمن محافظه روميليا، وكانت مدينة تجارية مزدهرة. استطاعت برزرين الاستفادة من موقعها وكانت في قلب الطرق التجارية للإمبراطورية العثمانية في البلقان. برزرين أصبحت واحدة من أكبر مدن العثمانيين. السكان المسيحين في برزرين تم استبدالهم بمسلمين وذلك عن طريق توطين مسلمين من المناطق المجاورة. في القرن السابع عشر تمكنت النمسا وبدعم القوات الصربية من استرجاع المدينة، لكن العثمانيين استطاعوا استعادة السيطرة عليها، مما أدى إلى حدوث هجرة جماعية للعثمانين الأرثوذكسية من المدينة من بينهم 20 ألف من الصرب.
أصبحت برزرين مركز الثقافة والفكر العثماني في قوصوة، وكان يسيطر عليها السكان المسلمين، الذين أصبحوا يشكلون أكثر من 70 ٪ من السكان في عام 1857. في عام 1912 خلال حرب البلقان الأولى استولى عليها الصرب وأصبحت برزرين ضمن مملكة صربيا. خلال الحرب العالمية الأولى تم غزو مملكة صربيا من القوات النمساويه المجرية في 1915، واحتلت المدينة إلى أن تم استعادتها من قبل القوات الصربية عام 1918. في عام 1929 ومع تكون مملكة يوغسلافيا أصبحت برزرين جزءا من إقليم فاردار بانوفينا.
في الحرب العالمية الثانية وفي عام 1941، استولت قوات المحور الإيطالية والألبانية على المدينة وتمكنت يوغوسلافيا الاشتراكية من تحريرها عام 1944، خلال فترة يوغسلافيا الاشتراكية ظلت برزرين ضمن إقليم قوصوة التابع لصربيا. ومع انحلال الاتحاد اليوغسلافي عام 1990 ظلت برزرين ضمن صربيا إلى أن بدأت حرب أقليم قوصوة حيث أنها اليوم تدار من قبل الأمم المتحدة ولكنها لم تنفصل عن صربيا وتبقى جزءأ من الأراضي الصربية إلى أن يتم تقرير مصير الإقليم.

## الأعراق

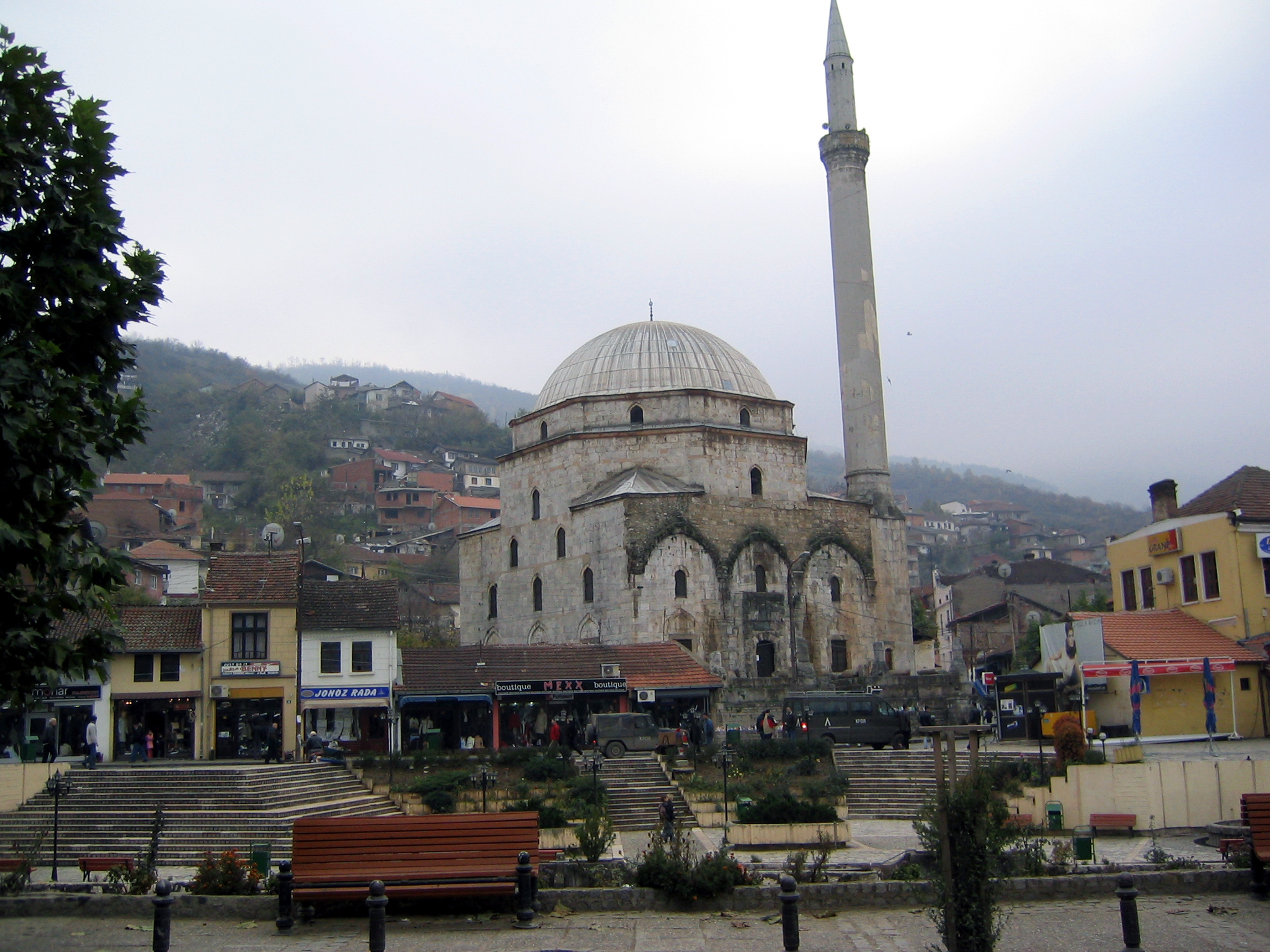
مسجد في مدينة برزرين

بلديه برزرين لا تزال أكثر مدينة في قوصوة يوجد بها تنوع عرقي وثقافي ويوجد الكثير من البوسنيين والصرب والأتراك والألبان والروما بالإضافة إلى الغجر. عدد كبير من صرب قوصوة يقيمون في القرى الصغيرة والمناطق المحمية، أو المجمعات السكنية. خطر العنف ذات الدوافع العرقية لا يزال موجود اليوم في برزرين ولكن بشكل قليل.  يتكلم معظم السكان اللغة الصربية بطلاقة وأيضا لغات مثل الألبانية منتشرة وكذلك التركية منشرة بكثرة حتى ممن هم ليسوا من أصول تركية فالعديد منهم يجد اللغة التركية.

## الاقتصاد
اقتصاد برزرين اليوم يقوم على بيع المنتوجات الزراعية التي تزرع في حدود البلدية وأيضا هناك مصالح تجارية صغيرة ومتوسطة الحجم في معظم أرجاء المدينة. في السنوات القليلة الماضية شهدت برزرين انفتاحا تدرجيا حيث بدأت بالعمل العديد من المطاعم والمحلات الترفيهية.

## التعليم
بها جامعة برزرين وبها فرعين (للبنين والبنات) لمدرسة علاء الدين.

## وصلات خارجية
- موقع بلدية برزرين
- جامعة برزرين
- Kosova Kosovo